# Ух... Ох... Ах...
«Ух... Ох... Ах...» (англ. «Uh... Oh... Ah...») — второй эпизод третьего сезона американского драматического телесериала «Родина», и 26-й во всём сериале. Премьера состоялась на канале Showtime 6 октября 2013 года.

## Сюжет
Кэрри (Клэр Дэйнс) до сих пор не оправилась от публичного разоблачения Солом (Мэнди Патинкин) её биполярного расстройства. В отместку, она рассказывает репортёру, что Броуди невиновен; интервью прерывается группой полицейских, посланных Даром Адалом (Ф. Мюррей Абрахам), который отправил Кэрри в психиатрическую клинику на 24 часа. Куинн (Руперт Френд) навещает её, чтобы предупредить её об опасности, в которой она находится, но ещё более параноидальная Кэрри обвиняет его в том, что его послал Сол, чтобы угрожать ей. Сол навещает отца и сестру Кэрри и говорит им, что Кэрри неуравновешенна, и они должны убедить её принимать лекарства, если они хотят, чтобы она выздоровела. На следующий день, Кэрри посещает психиатрическое слушание, чтобы определить, освобождать ли её. Когда её отец и сестра говорят ей, что они хотят, чтобы она вернулась к режиму принятия лития, она приходит в ярость, что заканчивается тем, что её сдерживают и принудительно лечат. Став свидетелем этого, Куинн сообщает Солу, что он не одобряет того, что агентство делает с Кэрри, и что он намерен уйти в отставку, как только его текущие задачи будут завершены.
Когда Дана пытается вернуться к нормальной жизни после её выхода из больницы, она раздражается под постоянным контролем Джессики (Морена Баккарин). Она особенно расстроена тем, что Джессика не разрешает ей увидеть Лео (Сэм Андервуд), её нынешнего парня. Однажды ночью, она убегает обратно в больницу, чтобы увидеть Лео, где они занимаются сексом. На следующее утро, персонал больницы находит их вместе, и отправляет Дану домой. Когда дальше уже некуда, Джессика спрашивает Дану, чего она хочет от неё. Дана отвечает, что она хочет, чтобы Джессика осознала, что она пыталась покончить с собой потому что она искренне хотела умереть, но нахождение с Лео восстановило её волю к жизни.
Сол вводит Фару Шерази (Назанин Бониади), мусульманского финансового аналитика, чтобы посмотреть записи о транзакциях из банка, связанных с террористами, которые совершили атаку на Лэнгли. В ходе встречи с руководством банка и юридическими командами, она прямо говорит главе, что его банк косвенно ответственен за многочисленные акты терроризма; он отказывается сотрудничать. Однако, этой ночью, Куинн противостоит главе и делает завуалированные угрозы его жизни, намекая на то, что он был тем, кто убил сообщника банкира в Каракасе. Глава затем соглашается передать все свои записи в ЦРУ, с помощью которых они могут найти последние транзакции, родом из иранского правительства, направляемых сподвижникам Абу Назира.
Сол отправляется навестить Кэрри в психиатрическое отделение и извиняется перед ней. Кэрри, изо всех сил пытающаяся говорить из-за лекарств, шепчет: "Пошёл... ты... Сол".

## Производство
Сценарий к эпизоду написал исполнительный продюсер Чип Йоханнссен, а режиссёром стала соисполнительный продюсер Лесли Линка Глаттер. Это второй эпизод подряд, где не появляется Дэмиэн Льюис.

## Реакция

### Рейтинги
Этот эпизод посмотрели 1.83 миллиона зрителей, немного снизившись по сравнению с премьерой сезона на прошлой неделе.

### Рецензии
Тодд Вандерверфф из The A.V. Club дал эпизоду оценку "B+", отмечая режиссуру Лесли Линки Глаттер, но критикуя обращение Сола с Фарой, поскольку это не его истинный характер. Уилла Паскин из Salon высоко оценила выступление Клэр Дэйнс в этом эпизоде, сказав: "Актёрские способности Дэйнс получили высокую оценку до бесконечности, но когда она работает как в этом эпизоде, я хочу добавить больше комплиментов до бесконечности." Алан Сепинуолл из HitFix также похвалил выступление Дэйнс и сказал, что её сцены были "мощными", но также подумал, что большая часть эпизода была сосредоточена на Дане и её парне.